# Neolophonotus karooensis
Neolophonotus karooensis là một loài ruồi trong họ Asilidae. Neolophonotus karooensis được Londt miêu tả năm 1987. Loài này phân bố ở vùng nhiệt đới châu Phi.